# NGC 3258
NGC 3258 ist eine elliptische Galaxie vom Hubble-Typ E1 im Sternbild Luftpumpe am Südsternhimmel. Sie ist schätzungsweise 115 Millionen Lichtjahre von der Milchstraße entfernt.
Die Galaxie gehört zum Antlia-Galaxienhaufen und zählt neben NGC 3268 zu dessen hellsten Mitgliedern. Der Antlia-Galaxienhaufen gehört zudem dem Hydra-Centaurus-Superhaufen an.
Das Objekt wurde am 2. Mai 1834 vom britischen Astronomen John Herschel entdeckt.